# Открытый чемпионат Франции по теннису 2013
Открытый чемпионат Франции по теннису 2013 года — 112-й розыгрыш ежегодного профессионального теннисного турнира серии Большого шлема, проводящегося во французском Париже на кортах местного теннисного центра «Roland Garros». Традиционно выявляются победители соревнования в девяти разрядах: в пяти — у взрослых и четырёх — у старших юниоров.
Матчи основных сеток прошли с 26 мая по 9 июня. Соревнование традиционно завершало основной сезон турниров серии на данном покрытии.
Прошлогодние победители среди взрослых:
- в мужском одиночном разряде —  Рафаэль Надаль
- в женском одиночном разряде —  Мария Шарапова
- в мужском парном разряде —  Максим Мирный и  Даниэль Нестор
- в женском парном разряде —  Сара Эррани и  Роберта Винчи
- в смешанном парном разряде —  Саня Мирза и  Махеш Бхупати

## Соревнования

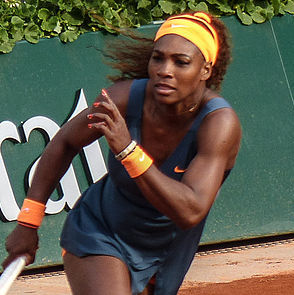
Серена Уильямс одержала свою 16-ю победу в 20 финалах турниров Большого шлема в одиночном разряде

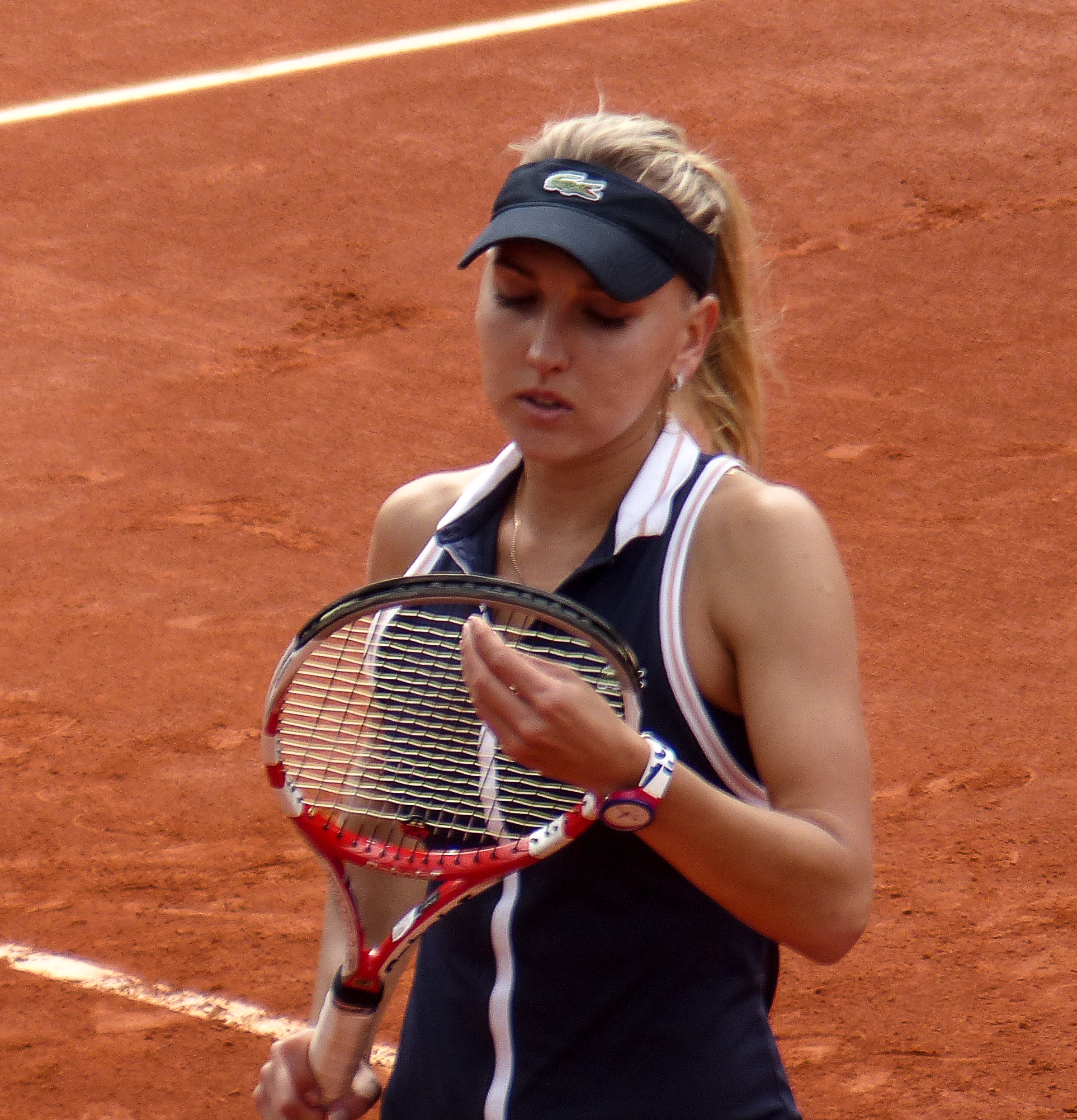
Елена Веснина с третьей попытки сумела выиграть финал Roland Garros в парном разряде

### Взрослые

#### Мужчины. Одиночный турнир
Рафаэль Надаль обыграл  Давида Феррера со счётом 6-3, 6-2, 6-3.
- впервые с 2004 года сыгран мононациональный финал в рамках турнира в этом разряде.
- впервые с 2002 года в решающей встрече встретились два представителя Испании.

#### Женщины. Одиночный турнир
Серена Уильямс обыграла  Марию Шарапову со счётом 6-4, 6-4.
- Уильямс впервые с 2002 года побеждает на французском турнире серии.

#### Мужчины. Парный турнир
Боб Брайан /  Майк Брайан обыграли  Микаэля Льодра /  Николя Маю со счётом 6-4, 4-6, 7-6(4).
- братья впервые с 2003 года выигрывают французский турнир серии.

#### Женщины. Парный турнир
Екатерина Макарова /  Елена Веснина обыграли  Сару Эррани /  Роберту Винчи со счётом 7-5, 6-2.
- Веснина с третьей попытки выигрывает финал французского турнира в этом разряде.

#### Микст
Луция Градецкая /  Франтишек Чермак обыграли  Кристину Младенович /  Даниэля Нестора со счётом 1-6, 6-4, [10-6].
- мононациональная пара выигрывает турнир второй год подряд.

### Юниоры

#### Юноши. Одиночный турнир
Кристиан Гарин обыграл  Александра Зверева со счётом 6-4, 6-1.
- представитель Чили выигрывает турнир серии в этом разряде впервые с 1998 года.

#### Девушки. Одиночный турнир
Белинда Бенчич обыграла  Антонию Лоттнер со счётом 6-1, 6-3.
- представительница Швейцарии выигрывает турнир серии в этом разряде впервые с 1994 года.

#### Юноши. Парный турнир
Кайл Эдмунд /  Фредерику Феррейра Силва обыграли  Кристиана Гарина /  Николаса Ярри со счётом 6-3, 6-3.
- Силва выигрывает свой первый титул в сезоне и 2-й за карьеру на соревнованиях серии.
- Эдмунд выигрывает свой первый титул в сезоне и 2-й за карьеру на соревнованиях серии.

#### Девушки. Парный турнир
Барбора Крейчикова /  Катерина Синякова обыграли  Доменику Гонсалес /  Беатрис Хаддад Майю со счётом 7-5, 6-2.
- представительница Чехии выигрывает турнир серии в этом разряде впервые с 2004 года.